# Kajetan Lewicki
Kajetan Lewicki herbu Rogala (zm. 12 lipca 1869) – właściciel ziemski, urzędnik, hrabia.

## Życiorys
Był prawnukiem łowczego lwowskiego Ignacego Adama Lewickiego (zm. 1788), wnukiem Samuela Lewickiego i synem Józefa Kalasantego Lewickiego (1767-1845) i Katarzyny (zm. 1837). Miał siostry Olimpię (zamężna z hr. Konstantym Siemieńskim z Biecza) i Emilię (zamężna z hr. Adamem Baworowskim). 
Był strażnikiem sreber, podczaszym, sokolnikiem (łowczym) wielkim korony galicyjskiej. Był członkiem Stanów Galicyjskich oraz Izby Panów. 10 stycznia 1823 został mianowany c. k. podkomorzym Jego Ces. Kr. Apost. Mości (przyrzeczenie złożył 13 stycznia 1823). Otrzymał też godność tajnego radcy Cesarstwa Austriackiego. 18 października 1851 witał i przyjmował w sali bibliotecznej Zakładu Naukowego im. Ossolińskich podróżującego po Galicji cesarza Austrii Franciszka Józefa I podczas balu wyprawionego na jego cześć.
Odziedziczył majątek Chorostków (zob. pałac w Chorostkowie), gdzie ufundował kościół w 1859. Był założycielem ordynacji Chrostkowskiej Lewickich). W 1862 stworzył zapis stypendialny dla synów oficjalistów chorostkowskich. Posiadał też dobra Barszczowice, Rakowiec.
Został odznaczony Wielkimi Wstęgami austriackiego Orderu Korony Żelaznej i papieskiego Orderu Świętego Grzegorza Wielkiego.
Ożenił się z Melanią z domu Chołoniewską herbu Korczak (dama pałacowa i Krzyża Gwiaździstego, zm. 1857). Ich jedyną córką była Zofia Celestyna (ur. 1837, dziedziczka ww. ordynacji), zamężna z Wilhelmem Siemieńskim (syn Konstantego i Olimpii Lewickiej czyli siostrzeńcem Kajetana). Zmarł 12 lipca 1869. Linia Lewickich herbu Rogala wygasła po mieczu.